# 桜井ちひろ
桜井 ちひろ（さくらい ちひろ、10月18日 - )は、東京都八王子市出身の女性声優・ものまねタレント。1995年より2021年3月31日までケイダッシュステージ所属。血液型はA型。

## 来歴・人物
元祖アニメものまね芸人。子供の時から歌うことが好きで歌手を夢見ていたが、その時から歌えば物真似になっていたという。中学生の時から喋りの物真似も始める。
高校生の時にフジテレビの『発表!日本ものまね大賞』のオーディションに出場、合格はしたものの、その回の本選収録日が部活の大会と重なり、本選出場を断念。しかし、後に同じ『日本ものまね大賞』のスタッフから呼ばれる形で同番組出演を果たした。その後、オーディション会場でスカウトされ、プロの道へ進んだ。アナウンス専門学校アナウンス科卒。
プロとしての初舞台はものまねライブスペース『そっくり館キサラ』で、その後も出演を続けている。ものまねの他に声優、ナレーション、ドラマ、舞台など、マルチに活動している。レパートリーは300以上。しゃべり・歌ものまね両方共に出来、そのクオリティーやレパートリーの多さは、同じものまね芸人からも注目されている。
2007年、R-1ぐらんぷりにて、女性ものまね芸人初の準決勝進出を果たした。R-1リターンズにも出演。
2009年8月、アニマックス『第一回アニメ芸人グランプリ』にて、『新世紀エヴァンゲリオン』ネタで初代グランプリを獲得。
2009年、ものまね芸人のミドル清原と結婚。
2011年2月14日、『HEY!HEY!HEY!SP』にて倖田來未本人にものまねを披露。この番組をきっかけに倖田來未公認となる。
2011年5月24日、Google 検索キーワード急上昇をきっかけに、朝の情報番組『ZIP!』キテルネ！コーナーにてシーンをまるごとものまねする「ワンシーンものまね芸人」として特集される。
2021年3月31日を以って、26年間所属したケイダッシュステージを退所。その後はフリーで活動。

## 出演作品

### テレビアニメ
- 夢のクレヨン王国（1997年） - トマトマト、ピンク大臣
- おジャ魔女どれみ（1999年） - 問屋魔女デラ
- おジャ魔女どれみ#（2000年） - 問屋魔女デラ
- も〜っと！おジャ魔女どれみ（2001年） - 問屋魔女デラ
- おジャ魔女どれみドッカ〜ン!（2002年） - 問屋魔女デラ、魔女
- 金色のガッシュベル!!（2003年） - ルーパー
- Yes!プリキュア5（2007年） - コワイナー
- 怪談レストラン（2009年） - 幽霊ねえさん

### OVA
- おジャ魔女どれみナ・イ・ショ（2004年） - 問屋魔女デラ

### 劇場アニメ
- 映画 プリキュアオールスターズDX みんなともだちっ☆奇跡の全員大集合!（2009年） - コワイナー
- 映画 プリキュアオールスターズDX3 未来にとどけ! 世界をつなぐ☆虹色の花（2011年） - コワイナー
- 魔女見習いをさがして（2020年） - 看護師

### ゲーム
- おジャ魔女どれみドッカ〜ン!にじいろパラダイス（2002年） - 問屋魔女デラ
- 金色のガッシュベル!! 永遠の絆の仲間たち（2024年） - ルーパー[2]

### CD

#### キャラクターソング
- おジャ魔女CDくらぶ その1 おジャ魔女ヴォーカルコレクション!!
  - デラ's Song（デラ(桜井ちひろ)として）

#### ドラマCD
- おジャ魔女CDくらぶ その3 おジャ魔女ハッピッピドラマシアター（1999年） - 問屋魔女デラ
- Yes!プリキュア5　ドラマ&Vocalアルバム1 ココ&ナッツ〜ふたりの王子〜（2007年） - タピオカ先生

### ナレーション
- 超潜入!リアルスコープハイパー（フジテレビ）- スコープオバサン役※レギュラー
- 〜あらゆる世界を見学せよ〜潜入!リアルスコープ（2011年6月18日 - 、フジテレビ） - スコープオバサン※レギュラー
- ガンダムうぉ〜か〜!（TBS）
- TV Walker（テレビ東京）※レギュラー
- M-mania（日本テレビ）※レギュラー
- Bella（名古屋テレビ） - 妖怪人間ベラ
- ピンパパ（中京テレビ）※レギュラー
- 優香&ビビアンのムチャ修行!（中京テレビ、2002年10月6日 - 2003年3月30日）※レギュラー
- 少年チャンプル（中京テレビ、2004年4月6日 - 2005年7月5日）※レギュラー
- 品川庄司の東京プロデュース2007
- わがまち発見（ケーブルテレビ品川）

### ラジオ
- アワーソングス（FM湘南ナパサ）※メインパーソナリティ
- 桜井ちひろのスピークスピリッツ（TBSラジオ）
- 天才ちひろのモノマネ30分（TOKYO FM）
- J-PHONE持ったイキな奴!TOKYOを遊ぼう! （TOKYO FM）※リポーター
- 四番 なかやま（TBSラジオ）※準レギュラー

### インターネット放送
- 溜池Now （GyaO） - 「ギザ細かすぎて伝わらない アニメものまね選手権」
- ケイダッシュステージの殴るなら殴れ!!（2011年7月20日開始、ニコジョッキー）

### テレビドラマ
- 団地奥さまパック旅行事件簿2 草津・榛名・伊香保混浴温泉殺意の連鎖（テレビ東京『女と愛とミステリー』、2002年9月25日）
- 結婚相談員 末永卯月の推理案内状 地獄の花嫁 (4) （フジテレビ『金曜エンタテイメント』、2003年11月21日）
- ママは女医さん（TBS『愛の劇場』、2004年10月18日 - 11月26日） - 井川千加

### バラエティ
- エンタの神様（日本テレビ）※キャッチコピーは「ものまね界のおてんば娘」
- ものまねグランプリ（2009年9月21日ほか、日本テレビ）
- しょこ♥リータ（2008年12月3日 - テレビ東京）※「キャラクターボイスドラマ」オーディションに出演し合格
- 史上最強!超豪華!!競演!ものまねバトル大賞（日本テレビ）
- 笑いの金メダル（テレビ朝日）※「ワンミニッツショー」
- スターが激突!春のものまね歌合戦!!（テレビ朝日）
- ぐるぐるナインティナイン（日本テレビ）
- やまたん（山形テレビ）※リポーター
- Wスポット（関西テレビ）
- 究極!!今夜ものまね王決定 そっくり人間 豪華スターをここまでマネた! （テレビ朝日）
- 豪華絢爛似過ぎてゴメンスペシャル（テレビ朝日）
- 激突 なりきりスター天下とったる歌合戦!（1997年5月27日、フジテレビ）
- 1億3000万人が笑う!お笑いネタの大辞典（2004年6月11日、TBS）
- ナビゲーター'97（2007年、テレビ東京）
- フリフリSong Book（フジテレビ721）※練習生
- ものまねバトル☆CLUB（日本テレビ）※準レギュラー
- ものまねグランプリ（2010年、日本テレビ）※アニメオールスターズチームとして参戦
- ウケウリ!!（日本テレビ）※準レギュラー
- 全種類。（2010年5月20日、TBS）※「女の子でも笑える下ネタ仕分け」アルプスの少女ハイジネタ
- 爆笑!ものまねウォーズ（2011年1月3日・3月30日、TBS）

### CM
- L商会※ナレーション
- マンスリーレオパレス

## 主なものまねレパートリー
- 倖田來未（本人公認[1]）
- 市原悦子
- キンタロー。
- 鈴木奈々
- 森高千里
- 森口博子
- 小倉優子
- ギャル曽根
- 仲間由紀恵
- スザンヌ
- 中村玉緒
- 黒柳徹子
- ビビアン・スー
- 千秋
- 坂本冬美
- 杉本彩
- 神田うの
- 篠原ともえ
- 平野レミ
- さとう珠緒
- 篠原涼子
- 叶恭子
- 野村昭子
- 西村知美
- かつみ♥さゆりのさゆり
- SPEED
- ZARD
- 絢香
- 浜崎あゆみ
- 綾戸智恵
- MISIA
- globe
- 平原綾香
- 華原朋美
- 工藤静香
- 中森明菜
- 松田聖子
- レベッカ
- YUKI
- 岩崎良美
- My Little Lover
- LINDBERG
- 夏川りみ
- 松任谷由実
- 中島みゆき
- hitomi
- aiko
- 椎名林檎
- 安田祥子
- 由紀さおり
- 「新世紀エヴァンゲリオン」の碇シンジ、綾波レイ、惣流・アスカ・ラングレー、葛城ミサト、主題歌『残酷な天使のテーゼ』
- 「アルプスの少女ハイジ」
- 「タッチ」の浅倉南、新田由加、清水さん
- 「名探偵コナン」の江戸川コナン、毛利蘭、鈴木園子、灰原哀、吉田歩美、円谷光彦
- 「ONE PIECE」のナミ、チョッパー
- 「ポケットモンスター」のピカチュウ
- 「妖怪ウォッチ」のケータ、ジバニャン
- 野球場のウグイス嬢（エコーを付けて演じる）
- ほか、しゃべりや歌、アニメものまね、声帯模写物真似200以上